# Carolles
Carolles település Franciaországban, Manche megyében. Lakosainak száma 768 fő (2022. január 1.). Carolles Jullouville és Champeaux községekkel határos.

## Népesség
A település népességének változása:
| Lakosok száma | 788  | 754  | 766  | 744  | 747  | 748  | 748  | 755  | 768  |
|               | 2013 | 2015 | 2016 | 2017 | 2018 | 2019 | 2020 | 2021 | 2022 |